# Pasicrisie
Pasicrisie, sinds 2002 Pasicrisie belge, afgekort Pas., is een Belgisch Franstalig juridisch tijdschrift. Het wordt uitgegeven door Larcier, onderdeel van de groep Editions Lefebvre Sarrut.

## Geschiedenis
De Pasicrisie is een algemene verzameling van rechtspraak die verschijnt sinds 1838. De collectie was opgevat als een aanvulling op Pasinomie, waarin de wetgeving verscheen. De uitgever putte uit bestaande Franse en Belgische rechtspraakcollecties. Voor het Franse deel was Pasicrisie feitelijk een overdruk van de Recueil général des lois et des arrêts, opgestart door J.-B. Sirey en voortgezet door L.-M. Devilleneuve en A.A. Carette.
Het opzet van Pasicrisie was een chronologisch overzicht te bieden van de jurisprudentie sinds 1791 (jaar waarin het Franse Tribunal de Cassation was opgericht). De eerste reeks behandelde de tijd waarin België deel van Frankrijk was geweest (1791-1814). De tweede reeks besloeg de periode 1814-1840 en maakte onderscheid tussen de Franse en de 'Belgische' hoven (lees: tot 1830, de hoven van het Verenigd Koninkrijk der Nederlanden). Omdat deze volumes apart konden worden verzameld, ging men spreken van de Pasicrisie belge en de Pasicrisie française. De derde reeks verscheen in maandelijkse afleveringen, waarbij men afzonderlijke collecties bleef aanhouden voor de Franse en de Belgische arresten. In de Pasicrisie belge werd vanaf 1832 een opdeling gemaakt om de cassatiearresten apart te verzamelen en vanaf 1872 werden de vonnissen van de rechtbanken van eerste aanleg opgenomen bij wijze van derde deel.
Tot 2002 verscheen zowel de rechtspraak van het Hof van Cassatie als van andere rechtscolleges in de Pasicrisie belge. In dat jaar werd door de uitgever beslist om alleen nog de cassatierechtspraak op te nemen, vanwege de achterstand die de publicatie van andere rechtspraak veroorzaakte.

## Titel
De term Pasicrisie is afkomstig van het oud Griekse 'pas' en 'krisis', respectievelijk 'alles' en 'oordeel', vrij vertaald betekent pasicrisie dus "alle oordelen".
De volledige titel van dit tijdschrift luidde oorspronkelijk Pasicrisie ou Recueil général de la jurisprudence des cours de France et de Belgique, en matière civile, commerciale, criminelle, de droit public et administratif, depuis l'origine de la Cour de cassation, jusqu'à ce jour. In het Nederlands wordt dit "Pasicrisie of algemeen overzicht van de rechtspraak van de hoven van Frankrijk en België, inzake burgerlijk-, handels-, straf-, publiek-, en administratiefrecht, sinds het oprichten van het Hof van Cassatie tot de dag van vandaag".
In 2002 werd het tijdschrift herdoopt tot Pasicrisie belge, contenant les arrêts rendus par la Cour de cassation ainsi que les discours prononcés devant elle. Wat vertaald kan worden als "Pasicrisie Belge, houdende de arresten geveld door het Hof van Cassatie alsook de redevoeringen die voor het Hof worden uitgesproken".

## Voetnoten
1. ↑  J.R. Winterton en Elizabeth M. Moys, Information Sources in Law, 2012, p. 108
2. ↑  Edmond Picard en Ferdinand Larcier, Bibliographie générale et raisonnée du droit belge, 1890, p. 1030
3. ↑  Edmond Picard en Ferdinand Larcier, Bibliographie générale et raisonnée du droit belge, 1890, p. 1027
4. ↑  Edmond Picard en Ferdinand Larcier, Bibliographie générale et raisonnée du droit belge, 1890, p. 1029